# 스웨덴 음반 산업 협회
스웨덴 음반 산업 협회(스웨덴어: Grammofonleverantörernas förening, GLF)는 스웨덴의 음악 산업을 대표하는 업계 단체이다. GLF는 1975년 이후 스웨덴의 공식 음악 차트인 스베리예토프리스탄을 집계 · 발표하고 있다.